# Simon Skrabb
Simon Skrabb (Jakobstad, 19 de enero de 1995) es un futbolista internacional finlandés que juega de delantero en el Polonia Varsovia de la I Liga de Polonia.

## Carrera
El 12 de mayo de 2011 se convirtió en el jugador más joven en marcar un gol en un partido de la Veikkausliiga finlandesa.
Skrabb también saltó a la fama años más tarde al anotar de escorpión en un partido a domicilio frente al Gefle IF, mientras jugaba para el Åtvidabergs FF en la Allsvenskan 2015. No obstante, el Åtvidabergs descendería de la máxima categoría sueca al finalizar la temporada, tras ocupar la última posición de la tabla.
El 13 de enero de 2020 firmó un contrato de 3,5 años con el club italiano Brescia Calcio. En noviembre de 2021 anunció en una entrevista que había rescindido su contrato con el club.
En enero de 2022 regresó al fútbol sueco después de firmar por una temporada con el Kalmar FF. Estuvo tres campañas, en los que marcó 19 goles en 99 partidos, y en 2025 se unió al Volos F. C. En agosto de ese mismo año fichó por el Polonia Varsovia.

## Selección nacional
Después de haber sido convocado por la selección sub-17 y sub-19 de Finlandia, Simon Skrabb anotó su primer gol con la sub-20 en un partido amistoso frente a Suecia el 10 de octubre de 2014. Skrabb disputaría junto a la selección sub-21 la clasificación para la Eurocopa Sub-21 de 2017, marcando el tercer gol de la victoria finlandesa frente a la selección de fútbol de las Islas Feroe el 8 de septiembre de 2015, otorgando además dos asistencias decisivas durante el torneo. Su debut con la selección absoluta de Finlandia se produjo el 10 de enero de 2016, en la derrota frente a Suecia por 3-0. Desde entonces ha participado en 14 ocasiones.

## Clubes
| Club                    | País      | Año       | Partidos | Goles |
| ----------------------- | --------- | --------- | -------- | ----- |
| JBK                     | Finlandia | 2011      | 4        | 0     |
| FF Jaro                 | Finlandia | 2011-2017 | 77       | 7     |
| Åtvidabergs FF (cedido) | Suecia    | 2014-2015 | 51       | 4     |
| Gefle IF (cedido)       | Suecia    | 2016      | 31       | 8     |
| IFK Norrköping          | Suecia    | 2017-2020 | 90       | 15    |
| Brescia Calcio          | Italia    | 2020-2021 | 21       | 0     |
| Kalmar FF               | Suecia    | 2022-2024 | 99       | 19    |
| Volos F. C.             | Grecia    | 2025      | 17       | 1     |
| Polonia Varsovia        | Polonia   | 2025-     |          |       |